# PlayStation Studios
PlayStation Studios ist die 2005 als Sony Computer Entertainment Worldwide Studios gegründete Dachorganisation aller Computerspielentwicklungsfirmen des Konsolenherstellers Sony Interactive Entertainment (SIE). Es ist eine hauptsächlich intern ausgerichtete Organisation, die die Entwicklung aller Tochterstudios innerhalb der SIE beaufsichtigt. Sie ist verantwortlich für die kreative und strategische Ausrichtung sämtlicher Entwicklungsarbeiten und Produktionen im Bereich Unterhaltungssoftware der PlayStation Studios für die PlayStation-Konsolenfamilie.

## Geschichte

### Gründung
Die Sony Interactive Entertainment Worldwide Studios wurden 2005 als Sony Computer Entertainment Worldwide Studios gegründet, unter Leitung des langjährigen Sony-Mitarbeiters Phil Harrison. Noch im Dezember desselben Jahres übernahm Sony den niederländischen Spieleentwickler Guerrilla Games, verantwortlich für die Entwicklung von Killzone. Wenige Wochen später, im Januar 2006, wurde auch das in Foster City ansässige Zipper Interactive (SOCOM-Reihe) Teil der SIE WWS. 2007 wurden die britischen Evolution Studios (MotorStorm) und ihr Schwesterunternehmen Bigbig Studios (Pursuit Force) von Sony Interactive Entertainment aufgekauft.
Ende Februar 2008 verließ Phil Harrison überraschend und ohne Angabe von Gründen das Unternehmen. Innerhalb Sonys gab es Überlegungen, die Abteilung wieder zu schließen. Schließlich bewarb sich Shūhei Yoshida, bislang Vice-President und verantwortlich für die US-Entwicklerstudios, um die vakante Position. Im Mai wurde Yoshida als neuer President der SIE WWS vorgestellt.
2009 folgte die stille Auflösung von Incognito Entertainment (Twisted Metal: Black, Warhawk). Eine offizielle Bekanntmachung blieb aus, führende Mitarbeiter gründeten jedoch mehrere neue Unternehmen (Eat Sleep Play, LightBox Interactive). Andere Studios führten die bisherigen Incognito-Entwicklungen wie Twisted Metal fort, während Incognito selbst seither nicht mehr in Erscheinung trat. Wegen des großen kommerziellen und Kritikererfolgs von LittleBigPlanet übernahm Sony im Februar 2010 das junge britische Studio Media Molecule, obwohl es sich um den bislang ersten und einzigen Titel des Unternehmens handelte. 2011 übernahm Sony Sucker Punch Productions, die Entwickler der Reihen Sly Cooper und Infamous.
Anfang Januar 2012 reorganisierte Sony seine britischen Niederlassungen. Die Bigbig Studios wurden nach Abschluss der Arbeiten an Little Deviants geschlossen. Als Grund wurde von Sony eine Fokussierung auf erfolgversprechendere Titel genannt. Gleichzeitig wurde das Studio Cambridge in Guerrilla Cambridge umbenannt und damit zum Schwesterstudio von Guerrilla Games in Holland. Nach Abschluss der Arbeiten an Unit 13 wurde im März Zipper Interactive geschlossen, deren letzte Entwicklungen nicht mehr an alte Erfolge anknüpfen konnten. Zuletzt wurde im August das Studio Liverpool (ehemals Psygnosis) aufgelöst.
Im Laufe des Jahres 2013 bildete Sony unter dem Namen Pixelopus ein Entwicklerteam, das aus Absolventen des Entertainment Technology Center (Carnegie Mellon University) und des Programms Animation and Illustration der San José State University bestand. Die kreative Leitung lag bei Dominic Robilliard (Star Wars 1313, The Secret of Monkey Island Special Edition). 2014 veröffentlichte das Team mit Entwined sein erstes Spiel.

### Verlagerung in die USA
2016 wurde der Sitz der Muttergesellschaft Sony Interactive Entertainment von Japan nach San Mateo in die USA verlagert, da die USA inzwischen den wichtigsten Markt für die PlayStation-Marke darstellte. Im Zuge der Umstrukturierung wurde unter anderem Shawn Layden zum Chief Executive Officer der Worldwide Studios ernannt, Shuhei Yoshida blieb President unter Laydens Führung. 2016 schloss Sony die Evolution Studios, 2017 dann auch Guerrilla Cambridge. 2019 übernahm Sony den langjährigen Entwicklungspartner Insomniac Games. Im Oktober desselben Jahr verließ Shawn Layden überraschend das Unternehmen. Seine Stelle nahm Hermen Hulst, Gründer von Guerilla Games, ein, während Shuhei Yoshida künftig für Indieentwicklung verantwortlich zeichnete. 2020 wurde das zuletzt für VR-Spiele zuständige Studio Manchester geschlossen. Mit der Einführung der PlayStation 5 etablierte Sony 2020 für seine Eigenproduktionen inklusive extern entwickelter Exklusivprodukte die Marke PlayStation Studios. Im gleichen Jahr wurde mit Horizon Zero Dawn erstmals ein hauseigener Exklusivtitel als eigenproduzierte Portierung für den PC angekündigt. Der Launch galt gemeinhin als Erfolg, seitens Sony wurden weitere Titel angekündigt und mehrfach Überlegungen zu einer künftigen Multiplattform-Strategie thematisiert.
2021 gab es mehrere Veränderung in der Studio-Struktur. Sonys älteste Entwicklungstochter, die Japan Studios, wurde im März neu strukturiert. Das aus mehreren Teams bestehende Studio wurde formal aufgelöst, lediglich das für Astro Bot verantwortliche Team Asobi blieb behalten und wurde als eigenständiges neu formiert. Auch das Team zur Unterstützung externer Entwicklerstudios bei Arbeiten für die PlayStation-Produktfamilie blieb bestehen, wurde aber dem Verantwortungsbereich der PlayStation Studios zugeordnet. Insgesamt wurde dieser Schritt als weiteres Zeichen für die Abkehr Sonys von länderspezifischer Produktionen gewertet, für die Japan Studios stellvertretend stand. Gleichzeitig verdeutlichte es die schwindende Bedeutung des japanischen Marktes für Konsolenhersteller. Im Juni erwarb Sony dafür den finnischen Entwickler Housemarquee, der auch den PS5-Exklusivtitel Returnal, entwickelt hatte. Im Juli wurde der belgische Portierungsspezialist Nixxes Software zum Bereich PlayStation Studios Technology, Creative und Services Group hinzugefügt. Das Studio galt als Spezialist für PC-Portierungen, was als Zeichen für weitere Veröffentlichung von PlayStation-Exklusivtiteln für PC gewertet wurde. Im September wurde mit Bluepoint Games ein Spezialist für Remakes und Remaster älterer Titel übernommen, der mit der Übernahme zusätzlich an neuen Titeln arbeiten sollte. Ebenso wurde der englische Entwickler Firesprite übernommen. Im November wurde für den PC-Markt das Label PlayStation PC eingeführt. Im Dezember 2021 wurde Valkyrie Entertainment übernommen.
Die 2021 mit Sonys finanzieller Unterstützung gegründeten Haven Studios von Jade Raymond wurden im Juli 2022 vollständig Teil der PlayStation Studios. Am 15. Juli 2022 wurde Bungie für 3,6 Milliarden US-Dollar gekauft. Mit der Übernahme von Savage Game Studios expandierte Sony im August 2022 erneut in den Markt für Mobile Gaming und etablierte dafür die PlayStation Studios Mobile Division. Im Februar 2023 wurde Ballistic Moon gekauft, ein neues Studio, welches aus ehemaligen Mitarbeitern von Supermassive Games besteht. Im Februar 2024 erfolgte dann in einem branchenweiten Abschwung eine Entlassungswelle, bei denen neben der Freistellung von 900 Mitarbeitern auch das Studio London geschlossen wurde.

## Studios

### Aktiv
| Name                     | Standort                                        | Gründung | Übernahme | Marken / Tätigkeitsfeld                                  |
| ------------------------ | ----------------------------------------------- | -------- | --------- | -------------------------------------------------------- |
| Ballistic Moon           | Woking, Surrey                                  | 2019     | 2024      |                                                          |
| Bend Studio              | Bend, Oregon                                    | 1993     | 2000      | Syphon Filter und Days Gone                              |
| Bluepoint Games          | Austin, Texas                                   | 2006     | 2021      | Spezialist für Remaster und Remakes älterer Spiele       |
| Fabrik Games             | Manchester                                      | 2014     | 2021      | Entwicklungsunterstützung für Firesprite                 |
| Firesprite               | Liverpool                                       | 2012     | 2021      | VR-Titel für PlayStation VR                              |
| Guerrilla Games          | Amsterdam                                       | 2000     | 2005      | Killzone, Horizon Zero Dawn und Horizon Forbidden West   |
| Haven Studios            | Montreal, Quebec                                | 2021     | 2022      | Service Games                                            |
| Housemarque              | Helsinki                                        | 1995     | 2021      | Super Stardust HD, Resogun und Returnal                  |
| Insomniac Games          | Burbank, Kalifornien und Durham, North Carolina | 1994     | 2019      | Ratchet & Clank, Resistance und Marvel’s Spider-Man      |
| Media Molecule           | Guildford                                       | 2006     | 2010      | LittleBigPlanet                                          |
| Naughty Dog              | Santa Monica, Kalifornien                       | 1984     | 2001      | Jak and Daxter, Uncharted und The Last of Us             |
| Nixxes Software          | Utrecht                                         | 1999     | 2021      | Spezialist für Windows-Portierungen                      |
| Polyphony Digital        | Tokyo                                           | 1998     | —         | Gran Turismo                                             |
| San Diego Studio         | San Diego, Kalifornien                          | 2001     | —         | MLB: The Show                                            |
| Santa Monica Studio      | Los Angeles, Kalifornien                        | 1999     | —         | God of War                                               |
| Sucker Punch Productions | Bellevue, Washington                            | 1997     | 2011      | Sly Cooper, Infamous und Ghost of Tsushima               |
| Team Asobi               | Tokyo                                           | 2021     | —         | Playroom, Astro Bot Rescue Mission und Astro’s Playroom  |
| Valkyrie Entertainment   | Seattle, Washington                             | 2002     | 2021      | Entwicklungsunterstützung                                |
| XDev                     | Liverpool                                       | 2000     | —         | Betreuung und Entwicklungsunterstützung externer Studios |

### Ehemalige
| Name                    | Standort               | Gründung | Übernahme | Auflösung | Anmerkung                             |
| ----------------------- | ---------------------- | -------- | --------- | --------- | ------------------------------------- |
| Bigbig Studios          | Leamington Spa         | 2001     | 2007      | 2012      | Schließung                            |
| Evolution Studios       | Runcorn                | 1999     | 2007      | 2016      | Schließung                            |
| Guerrilla Cambridge     | Cambridge              | 1997     | —         | 2016      | Schließung                            |
| Firewalk Studios        | Bellevue, Washington   | 2018     | 2023      | 2024      | Schließung                            |
| Incognito Entertainment | Salt Lake City, Utah   | 1999     | 2002      | 2009      | Schließung                            |
| Japan Studio            | Tokyo                  | 1993     | —         | 2021      | Schließung, Abspaltung von Team Asobi |
| London Studio           | London                 | 2002     | —         | 2024      | Schließung                            |
| Manchester Studio       | Manchester             | 2015     | —         | 2020      | Schließung                            |
| Neon Koi                | Berlin und Helsinki    | 2020     | 2022      | 2024      | Schließung                            |
| Pixelopus               | San Mateo, Kalifornien | 2014     | —         | 2023      | Schließung                            |
| San Mateo Studio        | San Mateo, Kalifornien | 1998     | —         | ?         | ehemals SCE Foster City Studio        |
| Studio Liverpool        | Liverpool              | 1984     | 1993      | 2012      | Schließung                            |
| Zipper Interactive      | Redmond, Washington    | 1995     | 2006      | 2012      | Schließung                            |

## Sondereinheiten und Organisationen

### ICE-Team
Naughty Dog ist Standort des ICE-Teams, eine für die gesamten Worldwide Studios tätige technische Arbeitsgruppe. Die Bezeichnung ICE stand ursprünglich für Initiative for a Common Engine, womit der ursprüngliche Zweck der Arbeitsgruppe beschrieben wurde. Kernaufgabe des ICE-Teams ist die Entwicklung von zentralen Grafiktechnologien für die von Sony weltweit verlegten Titel. Das schließt Low-Level-Komponenten der Spielengine, Grafikpipelines, Hilfs-, Grafikprofiling- und Debugging-Werkzeuge ein. Das ICE-Team unterstützt außerdem Third-Party-Entwickler mit einer Sammlung von Enginekomponenten sowie Grafikanalyse-, Profiling- und Debuggingtools für den RSX Reality Synthesizer, den Grafikprozessor der PlayStation 3. Beides soll Entwickler unterstützen, eine bessere Leistung aus der PlayStation-Hardware herauszuholen.

### XDev
Sony XDev Europe arbeitet mit unabhängigen Entwicklungsstudios in ganz Europa und weiteren PAL-Gebieten, um Inhalte für die PlayStation-Plattformen weltweit zu veröffentlichen. Die in den Räumlichkeiten des Studios Liverpool (Psygnosis) untergebrachten XDev waren unter anderem beteiligt an der Entwicklung und Veröffentlichung von LittleBigPlanet, Buzz!, MotorStorm, der Invizimals-Reihe, Super Stardust HD, Heavenly Sword, Heavy Rain, Beyond: Two Souls, Tearaway und Resogun. Zu den bisherigen Partnerunternehmen zählten Quantic Dream, Magenta Software, Clever Beans, Climax Studios, Novarama, Supermassive Games und Sumo Digital, genauso wie die von Sony übernommenen Media Molecule, Evolution Studios und Guerrilla Games. Zusätzlich zur Finanzierung bietet XDev Unterstützung bei der vollständigen Produktion, beim Projektmanagement und dem Game Design. Die Spiele erhalten außerdem Unterstützung beim Community Management, der Onlineproduktion und dedicated outsourcing management facilities. XDev arbeitet direkt mit Sonys Marketing- und PR-Teams auf der gesamten Welt zusammen, um seine Spieleproduktionen weltweit zu bewerben und zu veröffentlichen.
Liste der Computerspiele von Sony XDev Europe
- Beyond: Two Souls
- Heavenly Sword
- Heavy Rain
- Invizimals
- Killzone 2
- LittleBigPlanet
- LittleBigPlanet 2
- LittleBigPlanet 3
- MotorStorm
- MotorStorm: Pacific Rift
- Shadow of the Beast
- Tearaway
- Until Dawn

### SN Systems
SN Systems ist Anbieter von Windows-Entwicklungswerkzeugen für Spielekonsolen, darunter die gesamte PlayStation-Familie. SN Systems wurde 2005 von Sony Interactive Entertainment übernommen, um Softwarewerkzeuge für die PlayStation 3 und zukünftige Konsolen anzubieten. Der Schritt wurde als Reaktion auf Microsofts XNA-Programm gewertet.

### SCEE R&D
Sony Interactive Entertainment Europe Research & Development ist eine technische Expertengruppe für die PlayStation-Plattformen. Die Arbeitsgruppe untersteht sowohl der Europazentrale SIEE als auch der Hauptforschungsabteilung SIE R&D in Tokio, die für die Entwicklung neuer PlayStation-Hardware verantwortlich ist. Die Abteilung selbst entwickelt keine Spiele, sondern versorgt die Entwicklerstudios mit den entsprechenden technischen Materialien für neue Spiele. Zu den Entwicklungen von SIEE R&D zählt das EyeToy.

### External Development Department
Das External Development Department war ursprünglich Teil des Japan Studios in Tokio und – ähnlich XDev in Europa – verantwortlich für die Zusammenarbeit mit externen Entwicklerstudios, damit unter anderem beteiligt an Titeln wie Bloodborne, Soul Sacrifice (Delta) und Freedom Wars. Mit der Schließung des Japan Studio wechselte die Abteilung unter das Dach der PlayStation Studios.